# Ásbjörnsdóttir
Ásbjörnsdóttir ist ein weiblicher isländischer Name.

## Herkunft und Bedeutung
Der Name ist ein Patronym und bedeutet Ásbjörns Tochter. Die männliche Entsprechung ist Ásbjörnsson (Ásbjörns Sohn).

## Namensträgerinnen
- Eydís Ásbjörnsdóttir (* 1973), isländische Politikerin (Allianz)
- Katrín Ásbjörnsdóttir (* 1992), isländische Fußballspielerin